# 張夢蛟
張夢蛟（1575年—1640年代），字季麟，号振海，山东齊東縣人，清朝初年政治人物。

## 生平
張夢蛟為家中幼子，萬曆二十五年（1597年），山東鄉試中舉。之後應會試十一次不遇。
明亡，清朝於順治三年（1646年）首開會試，年屆七旬的張夢蛟終於得中進士。刑部观政，署東昌府儒學教授，卒於任內。

## 家族
兄張夢鯨，萬曆進士，官至延綏巡撫，己巳之變後入覲勤王，卒於道中。
配常氏、王氏、高氏；生四子：经世、经正、经邦、经野。